# Şener Şen
Şener Şen (Adana, 26 de diciembre de 1941) es un actor turco de cine y teatro, ganador en dos ocasiones del premio Golden Orange en la categoría de mejor actor por sus papeles en las películas Mr. Muhsin (1985) y Lovelorn (2005). También obtuvo el mismo premio en la categoría de mejor actor de reparto (Çöpçüler Kralı, 1977) y como reconocimiento a su extensa carrera artística.

## Biografía

### Inicios
Şener Şen inició su carrera como actor en 1958 a los 17 años en el teatro Yeşil Sahne en Cağaloğlu. Entre 1964 y 1966 dio clases en escuelas primarias en las aldeas del este de Anatolia. En 1966 regresó al escenario en el City Theater de Estambul. Hizo su debut en el cine con un pequeño papel en la película dramática So-Called Girls (1967), dirigida por Nejat Saydam.

### Reconocimiento
Por su papel como Nazım en la película de Yavuz Turgul Gönül Yarası (2005) ganó el premio a mejor actor en la edición número 42 del Festival Internacional de Cine de Antalya. Sus papeles en las películas Kabadayı (2007) y Av Mevsimi (2010), en la que compartió el rol protagónico con Çetin Tekindor y Cem Yılmaz figuraron entre sus últimas apariciones notables en el cine de su país. En 2015, Şen apareció en un comercial de la organización industrial Aygaz.
El 28 de diciembre de 2016, en la ceremonia del Gran Premio Presidencial de la Cultura y las Artes, recibió un reconocimiento de parte del presidente Recep Tayyip Erdoğan. Tras recibirlo, Şen afirmó públicamente: "Las historias nos dicen cómo podemos vivir. He seleccionado cuidadosamente los personajes a los que he interpretado para servir al bien. Creo que las sociedades que buscan el bien, el amor y la belleza vivirán siempre en paz. Acepto este premio con la esperanza de contribuir a nuestra paz social".

## Filmografía

### Cine
| Apariciones en el cine | Apariciones en el cine                              | Apariciones en el cine | Apariciones en el cine                                    |
| Año                    | Título original                                     | Papel                  | Notas                                                     |
| ---------------------- | --------------------------------------------------- | ---------------------- | --------------------------------------------------------- |
| 1964                   | Hizmetçi Dediğin Böyle Olur                         |                        | Debut cinematográfico                                     |
| 1967                   | So-Called Girls (en turco: Sözde Kızlar)            |                        |                                                           |
| 1971                   | Görünce Kurşunlayın                                 |                        |                                                           |
| 1971                   | Altın Prens Devler Ülkesinde                        |                        |                                                           |
| 1972                   | Katerina                                            |                        |                                                           |
| 1972                   | Dinmeyen Sızı                                       |                        |                                                           |
| 1973                   | Aşk Mahkumu                                         |                        |                                                           |
| 1973                   | Bitirimler Sosyetede                                | Garson                 |                                                           |
| 1973                   | Bir Demet Menekşe                                   |                        |                                                           |
| 1974                   | Yaşar Ne Yaşar Ne Yaşamaz                           |                        |                                                           |
| 1974                   | Ayrı Dünyalar                                       |                        |                                                           |
| 1975                   | Bak Yeşil Yeşil                                     | Ahmet                  |                                                           |
| 1975                   | Bizim Aile                                          | Şener                  |                                                           |
| 1975                   | Hababam Sınıfı Sınıfta Kaldı                        | Body Ekrem             |                                                           |
| 1975                   | Aptal Şampiyon                                      | Fong                   |                                                           |
| 1976                   | Hababam Sınıfı Uyanıyor                             | Body Ekrem             |                                                           |
| 1976                   | Tosun Paşa                                          | Lütfü                  |                                                           |
| 1976                   | Süt Kardeşler                                       | Kumandan Hüsamettin    |                                                           |
| 1977                   | Hababam Sınıfı Tatilde                              | Body Ekrem             |                                                           |
| 1977                   | Şabanoğlu Şaban                                     | Kumandan Hüsamettin    |                                                           |
| 1977                   | Çöpçüler Kralı                                      | Zabıta Amiri           | Ganador del premio Golden Orange a mejor actor de reparto |
| 1977                   | Smiling Eyes (en turco: Gülen Gözler)               | Vecihi                 |                                                           |
| 1978                   | Kibar Feyzo                                         | Maho Ağa               |                                                           |
| 1978                   | Sultan                                              | Bakkal Bahtiyar        |                                                           |
| 1978                   | Hababam Sınıfı Dokuz Doğuruyor                      | Body Ekrem             |                                                           |
| 1978                   | Neşeli Günler                                       | Ziya                   |                                                           |
| 1979                   | Erkek Güzeli Sefil Bilo                             | Maho Ağa               |                                                           |
| 1979                   | N'olacak Şimdi                                      | Şakir                  |                                                           |
| 1980                   | Banker Bilo                                         | Banker Maho            |                                                           |
| 1981                   | Gırgıriyede Şenlik Var                              |                        |                                                           |
| 1981                   | Davaro                                              | Sülo                   |                                                           |
| 1982                   | Adile Teyze                                         | Sadık                  |                                                           |
| 1982                   | Çiçek Abbas                                         | Şakir                  |                                                           |
| 1982                   | Dolap Beygiri                                       | Banker Yakup           |                                                           |
| 1983                   | Gırgıriyede Cümbüş Var                              | Duman Haydar           |                                                           |
| 1983                   | Şekerpare                                           | Ziver                  |                                                           |
| 1983                   | The Shalvar Trouser Trial (en turco: Şalvar Davası) | Ağa                    | Primer papel protagónico                                  |
| 1984                   | Gırgıriyede Büyük Seçim                             |                        |                                                           |
| 1984                   | High Principled (en turco: Namuslu)                 | Ali Rıza               |                                                           |
| 1985                   | Züğürt Ağa                                          | Ağa                    |                                                           |
| 1985                   | Aşık Oldum                                          | Şakir                  |                                                           |
| 1985                   | Çıplak Vatandaş                                     | İbrahim                |                                                           |
| 1986                   | Milyarder                                           | Mesut                  |                                                           |
| 1986                   | Değirmen                                            | Kaymakam Hilmi         |                                                           |
| 1987                   | El señor Muhsin (en turco: Muhsin Bey)              | Muhsin Bey             | Ganador del premio Golden Orange a mejor actor            |
| 1987                   | Selamsız Bandosu                                    | Latif Şahin            |                                                           |
| 1987                   | Zengin Mutfağı                                      | Lütfü Usta             |                                                           |
| 1987                   | Arabesk                                             | Şener                  |                                                           |
| 1990                   | Aşk Filmlerinin Unutulmaz Yönetmeni                 | Haşmet Asilkan         |                                                           |
| 1992                   | Gölge Oyunu                                         | Abidin                 |                                                           |
| 1993                   | Amerikalı                                           | Şeref The Türk         |                                                           |
| 1996                   | The Bandit (en turco: Eşkıya)                       | Baran                  | También productor ejecutivo                               |
| 2000                   | İkinci Bahar                                        | Ali Haydar             |                                                           |
| 2004                   | Lovelorn (en turco: Gönül Yarası)                   | Nazım                  | Ganador del premio Golden Orange a mejor actor            |
| 2007                   | For Love and Honor (en turco: Kabadayı)             | Ali Osman              |                                                           |
| 2010                   | Hunting Season (en turco: Av Mevsimi)               | Avcı                   |                                                           |

### Televisión
- İkinci Bahar

## Premios y reconocimientos
| Evento                                             | Año  | Categoría              | Película       |
| -------------------------------------------------- | ---- | ---------------------- | -------------- |
| Festival Internacional de Cine de Antalya          | 1978 | Mejor actor de reparto | Çöpçüler Kralı |
| Festival Internacional de Cine de Antalya          | 1987 | Mejor actor            | Mr. Mushin     |
| Festival Internacional de Cine de Valencia         | 1997 | Mejor actor            | Eşkiya         |
| Festival Internacional de Cine de Antalya          | 2005 | Mejor actor            | Gönül Yarası   |
| Gran Premio Presidencial de la Cultura y las Artes | 2016 |                        |                |